# الصيحة (صحيفة)
الصيحة هي صحيفة عربية يومية سودانية مملوكة حاليًا لقوات الدعم السريع في الخرطوم. 

## التاريخ والملف الشخصي
تأسست صحيفة الصيحة عام 2014 لتكون الجريدة الناطقة رسميا باسم حزب منبر السلام العادل، وهو حزب سياسي سوداني ذو توجه إسلامي أسسه الطيب مصطفى عام 2006. صدرت صحيفة الصيحة لأول مرة في عام 2014، وأصبحت واحدة من أكثر الصحف انتشارًا في السودان بعد فترة وجيزة من إصدارها، ولكن بعد أشهر قليلة من صدورها، هاجمت قوات الأمن مقر صحيفة الصيحة، وألقت القبض على رئيس تحرير الصحيفة ياسر محجوب، ثُم أصدرت الحكومة السودانية قرارًا بتعليق صدور الصحيفة بدءًا من 20 مايو 2014. عادت الصحيفة إلى الصدور مرة أخرى في وقت لاحق. وفي يناير 2019 باع الطيب مصطفى الصحيفة للصادق الرزيقي مقابل 12 مليار جنيه سوداني، ولكن بعد سقوط نظام البشير، آلت ملكيّة صحيفة الصيحة لقائد قوات الدعم السريع محمد حمدان دقلو، والذي أقال رئيس تحريرها الصادق الرزيقي الموالي لنظام البشير، ليُعين وزير الثقافة والإعلام السابق للنيل الأبيض يحيى حامد رئيسًا لتجرير الصحيفة خلفًا له. وفي 20 سبتمبر (أيلول) 2021 أصدر مجلس الصحافة والمطبوعات الصحفية قرارا بإيقاف صدور صحيفة الصيحة لمدة ثلاثة أيام اعتبارًا من 21 سبتمبر (أيلول) 2021 وحتى 23 سبتمبر (أيلول) 2021 على خلفية نشر الصحيفة لإعلان يخصّ اللجنة التنسيقية العليا لكيانات شرق السودان.

## الموقف السياسي
على الرغم من توجهها الإسلامي، فقد اتخذت صحيفة الصيحة منذ تأسيسها اتّجاهًا مُعارضًا للحكومة السودانية في عهد الرئيس السابق عُمر البشير، ولكن بعد سقوط نظام البشير، تحولت صحيفة الصيحة إلى موالاة قوات الدعم السريع. 

## المحتوى

### رئاسة التحرير
تولى ياسر محجوب رئاسة تحرير صحيفة الصيحة منذ تأسيسها وحتى تعليق صدورها عام 2014، وعند إعادة إصدار الصحيفة تولى عبد الرحمن الأمين رئاسة تحريرها لعدة سنوات، ثم خلفه الصادق الرزيقي في رئاسة تحرير الصحيفة حتّى أقاله حميدتي في عام 2020 بعد أن أصبحت الصحيفة مملوكة لقوات الدعم السريع، وعين يحيى حامد خلفًا له، ثُم أقيل يحيى حامد وتولى الطاهر ساتي رئاسة تحرير صحيفة الصيحة حتى أقيل بدوره في 1 مايو 2021، وعُين الغالي شقيفات خلفًا له. ويشغل الغالي شقيفات منصب رئيس تحرير صحيفة الصيحة في الوقت الحالي، بينما يشغل محيي الدين شجر منصب مدير تحرير الصحيفة.

### المساهمون
- أبو عبيدة عبد الله: شغل منصب مدير تحرير صحيفة الصيحة لبعض الوقت.[11]
- محمد جادين: ترأس قسم الأخبار بالصحيفة لبعض الوقت.
- فرح أمبدة

## وصلات خارجية
- الموقع الرسمي لصحيفة الصيحة